# 鄭桓範
鄭桓範（韓語：정환범、1903年—1977年7月14日），是韓國獨立運動家、外交官。

## 生平
出生於忠清北道清州市，畢業於公州永明學校。隨後，他在倫敦大學、日內瓦大學和劍橋大學主修經濟和政治學。
1919年三一運動時，他應斯科菲爾德博士的要求，全世界報導了3.1運動期間的大屠殺現場。後流亡中國。二戰結束後，他於1946年1月從上海回到朝鮮，在美國軍政府任職，並表示將根據政治和經濟學來致力於重建經濟。 
建國後的1948年11月，擔任首位韓國駐中華民國大使。